# Дела Руник
Дела Руник (на гръцки: Ντέλλα Ρούνικ) е гръцка художничка, поетеса и бизнесдама.

## Биография
Родена е в 1946 година като Василики Пасвантиду (Βασιλική Πασβαντίδου) в понтийско семейство от градчето Неаполи (Ляпчища), Гърция. Израства в Бер (Верия). Учи френска филология и философия в Тулуза, Франция.
Работи като фотомодел в Южна Африка, Ню Йорк и Атина. След това е моден дизайнер и председател на производителна компания в Китай. В същото време учи живопис в Ню Йорк.
Авторка е на стихотворения, 2 книги – автобиографията си „Να γιατί...“ („Ето защо...“) и романа „Ωραίος σαν ψέμα“ („Красив като лъжа“), известни гръцки песни. Колумнистка е в списанието „Лайф енд Стайл“.